# Eri piccola così
Eri piccola così è una canzone cult scritta da Fred Buscaglione e Leo Chiosso. Incisa nella sua prima versione nel 1958, come lato B nel singolo Vocca rossa/Eri piccola così, il brano riscosse un enorme successo e rimase in vetta alla classifica della hit parade italiana per diverse settimane. È la signature song di Fred Buscaglione.

## Storia e testo
(Fred Buscaglione)
Si tratta di una canzone-racconto, i due autori presero l'ispirazione da un fatto di cronaca, riportato in una rivista statunitense specializzata in hot news, di un omicidio a sfondo passionale. Il protagonista che racconta la storia è l'uomo ucciso con una revolverata dalla sua amante.
A partire dal 2024 è scelta dalla casa automobilistica FIAT per la colonna sonora dei suoi spot.

## Edizioni
La canzone venne pubblicata nel singolo Vocca rossa/Eri piccola così nei due formati disco in gommalacca a 25 cm e in vinile a 17,5 cm, pubblicato nel febbraio 1958 dalla Fonit Cetra, con l'accompagnamento dell'orchestra Asternovas. 
Il brano fu ripubblicato nel marzo del 1958 nel disco in vinile a 17,5 cm Eri piccola così/Cocco bello. 
Nell'ottobre dello stesso anno il brano fu incluso nell'album Fred Buscaglione e i suoi Asternovas (Cetra LP 16-3) e nel 1959 nell'album Fred Buscaglione & i suoi Asternovas; nel 1960 invece nei due album postumi Ricordo di Fred e 16 successi di Fred Buscaglione.